# Plougonvelin
 Plougonvelin  (en bretón Plougonvelen) es una población y comuna francesa, situada en la región de Bretaña, departamento de Finisterre, en el distrito de Brest y cantón de Saint-Renan.

## Demografía
| 1439 | 1442 | 1567 | 1738 | 2167 | 2868 |
| Para los censos de 1962 a 1999 la población legal corresponde a la población sin duplicidades (Fuente: INSEE [Consultar]) |      |      |      |      |      |